# Potentilla anatolica
Potentilla anatolica är en rosväxtart som beskrevs av Pesmen. Potentilla anatolica ingår i Fingerörtssläktet som ingår i familjen rosväxter. Inga underarter finns listade i Catalogue of Life.